# División del Norte (España)

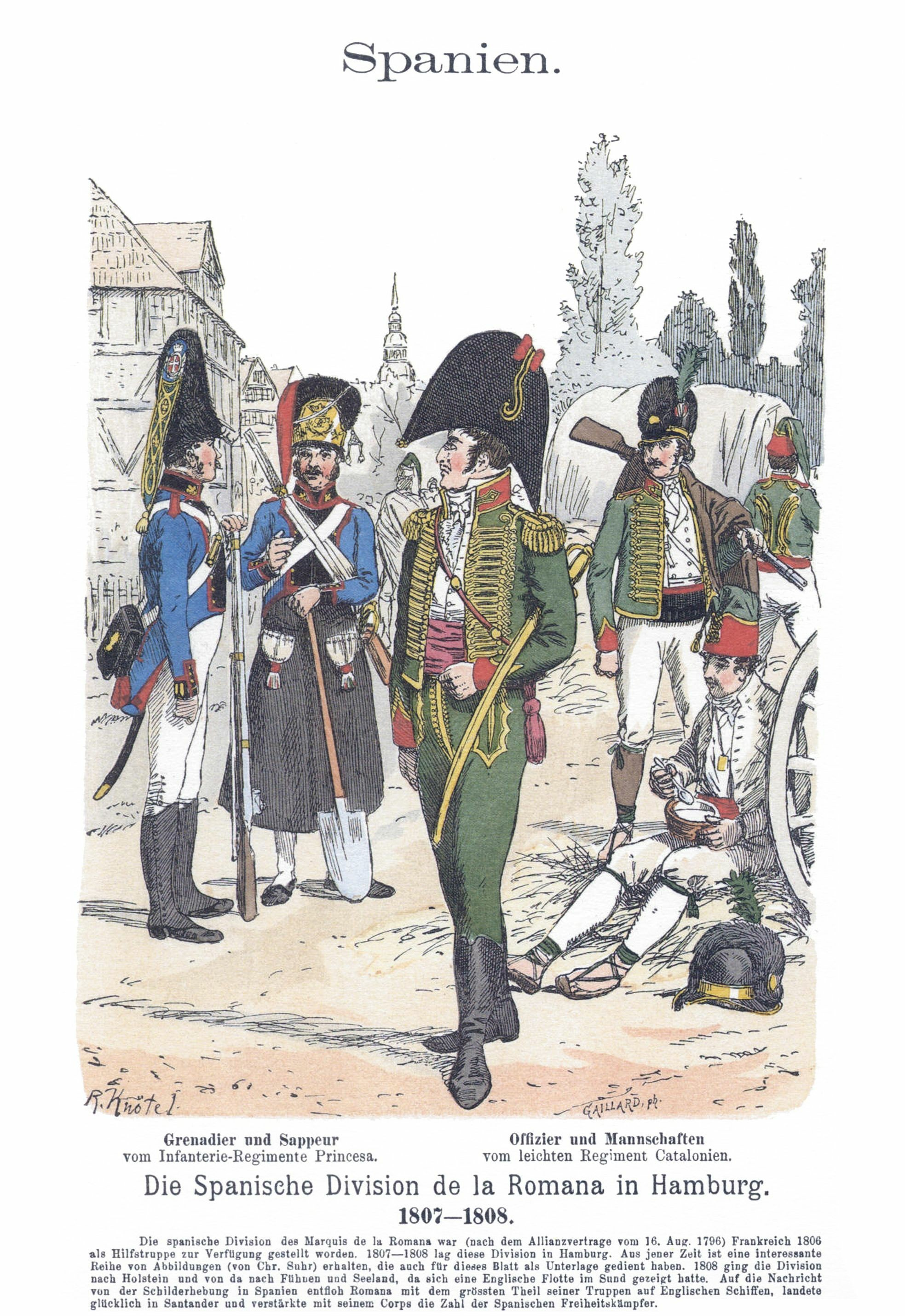
La División del Norte en Hamburgo: granadero y gastador del Regimiento de La Princesa (izquierda) y oficial y soldados del Regimiento de Voluntarios de Cataluña (derecha).

La División del Norte fue una unidad militar española, comandada por Pedro Caro y Sureda, marqués de La Romana, y destinada a Dinamarca durante las guerras napoleónicas de principios del siglo XIX. La Expedición española a Dinamarca, compuesta por 14 000 hombres, llegó a dicho país en marzo de 1808. Junto con una unidad franco-belga de iguales efectivos, su objetivo era proteger el país, aliado de Napoleón, a la vez que esperaba la orden para invadir Suecia, operación que nunca se produjo. Enterados del levantamiento del 2 de mayo contra las tropas napoleónicas, las tropas intentaron huir, lo que consiguieron seis meses después, con la ayuda de la Marina inglesa.

## Trivia
La novela La Sombra del Águila, de Arturo Pérez-Reverte, cuenta las aventuras de un grupo de soldados de la División del Norte.[cita requerida]